# Knippershelbig
Knippershelbig (Eigenschreibweise: knippershelbig) ist ein Ingenieurbüro mit Sitz in Stuttgart, New York City und Berlin. Es wurde 2001 gegründet und ist spezialisiert auf die Tragwerks- und Fassadenplanung, sowie Nachhaltigkeitsberatung von nationalen und internationalen Bauprojekten in den Bereichen Hochbauten, Stahlbau, Holzbau, Brücken und Flughäfen.
Zu dem Hauptsitz in Stuttgart kam 2009 eine Niederlassung in New York City und 2012 in Berlin hinzu.
Das Unternehmen arbeitete mit Architekten wie Massimiliano Fuksas, Renzo Piano, Steven Holl, Herzog & de Meuron, SHoP oder Stefan Behnisch zusammen und unterstützte Fassadenfirmen wie Seele, Gartner oder Frener + Reifer. Ferner arbeitet Knippershelbig für Kunden wie Apple, die Oscar Academy, Adidas oder die Firma Trumpf.
Schwerpunkt bildet die Entwicklung von Sonderlösungen komplexer Tragwerke und Fassaden sowie die Programmierung parametrisch bzw. generativ erzeugte Strukturen im Glas- und Stahlbau wie z. B. die Fassade des Shenzhen International Airport, die aus 60.000 unterschiedlichen Fassadenelementen besteht.
Entwurf und Konstruktion des weltgrößte Membrandaches des 1.000 m langen und 100 m breiten zentralen Hauptgebäudes der Weltausstellung in Shanghai stammen von Knippershelbig sowie die Stahl-Glas Konstruktion der Shoppingmall MyZeil in Frankfurt am Main, das Museum of Fine Arts in Houston, oder das Kaufhaus Peek und Cloppenburg in Köln.
Des Weiteren experimentiert das Büro mit neuen Baustoffen, ist z. B. für Europas erste Straßenbrücke aus glasfaserverstärktem Kunststoff verantwortlich, sowie für die erste karbonbewehrte, völlig stahlfreie Betonbrücke in Albstadt – Ebingen.
Nachhaltige Baustoffe wie Holz oder Lehm gewinnen bei der Arbeit zunehmend an Bedeutung.

Abbildungen
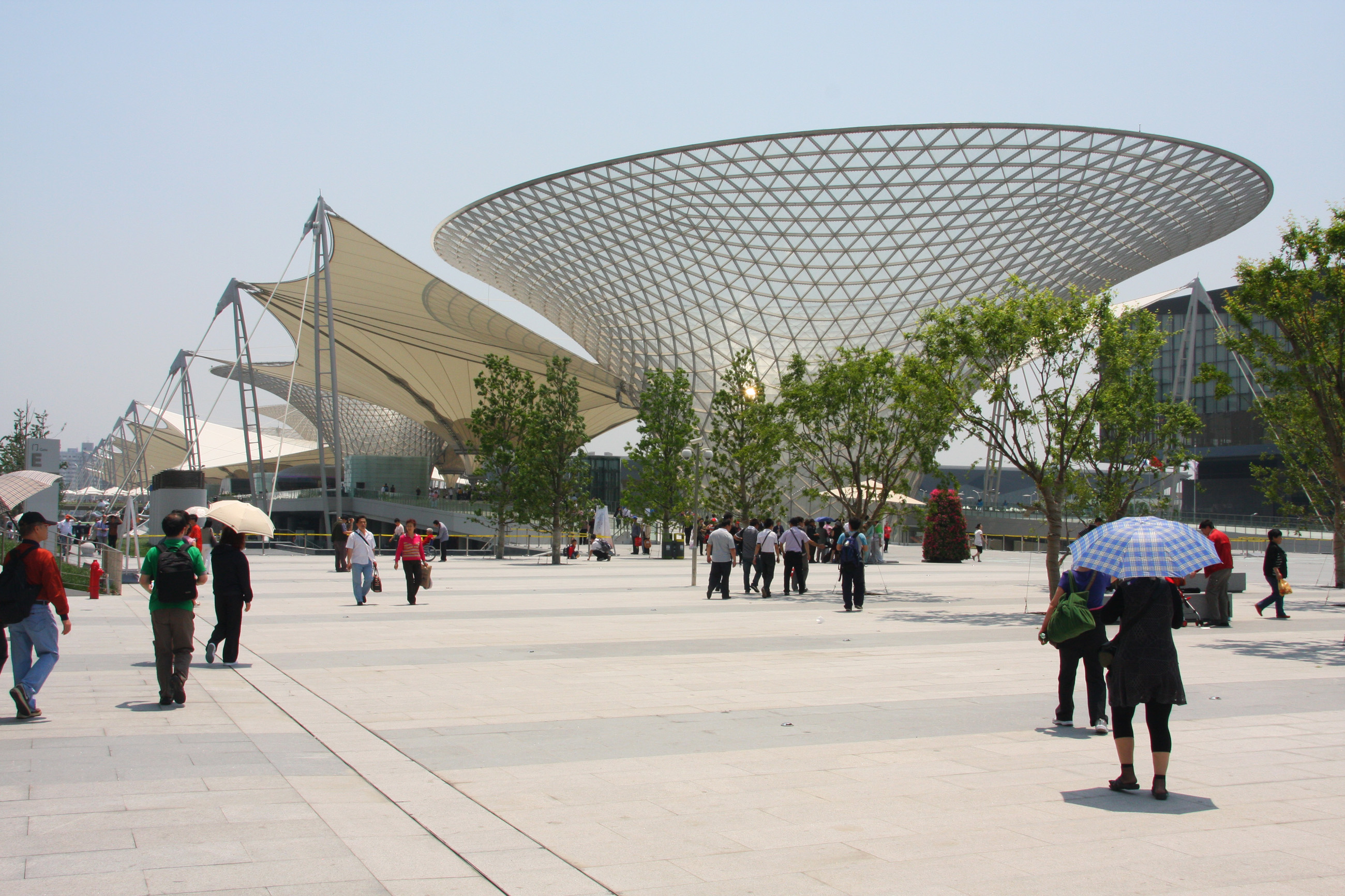
Expo Achse, Expo 2010, Shanghai
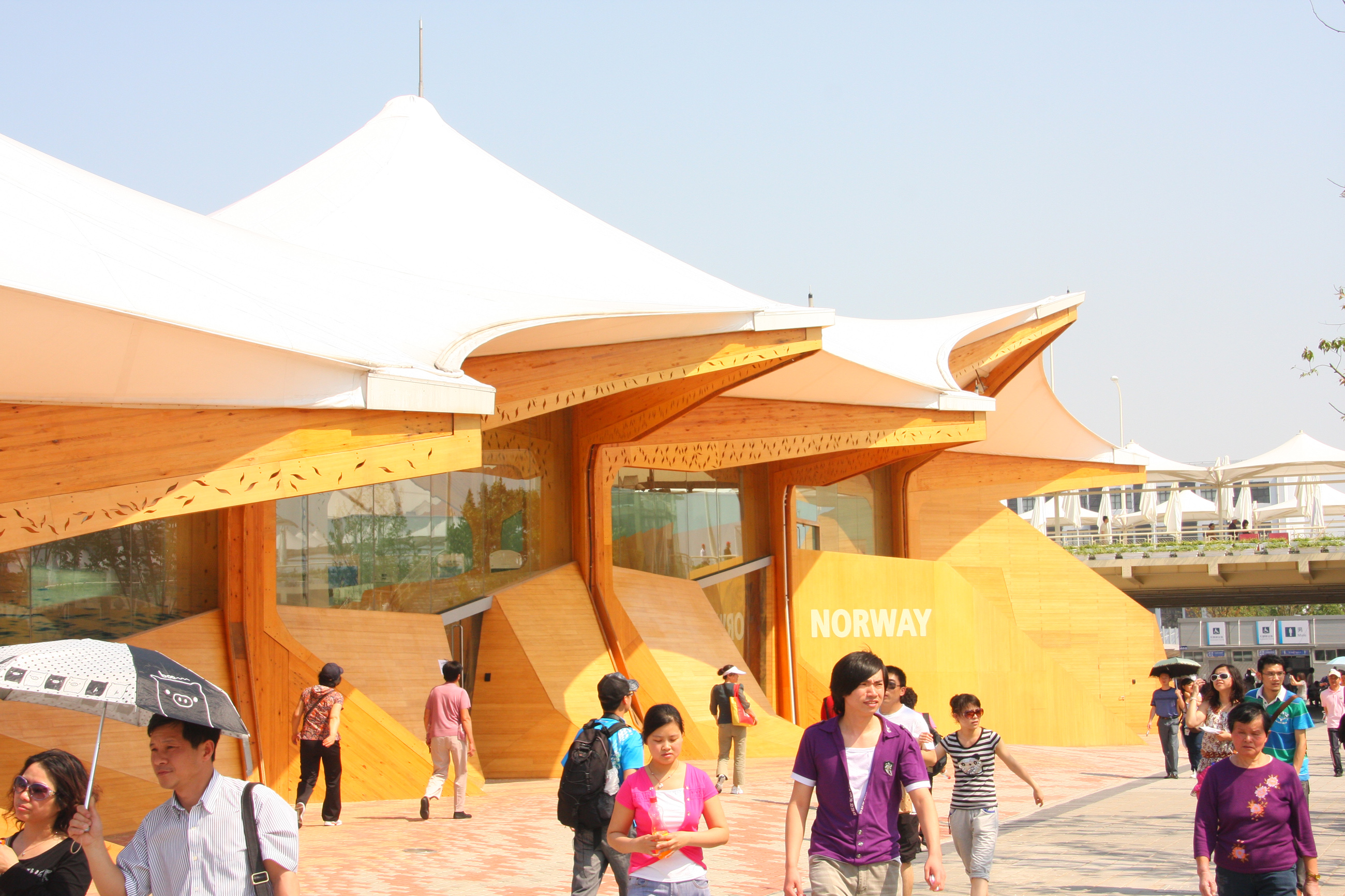
Norwegischer Pavillon, Expo 2010, Shanghai
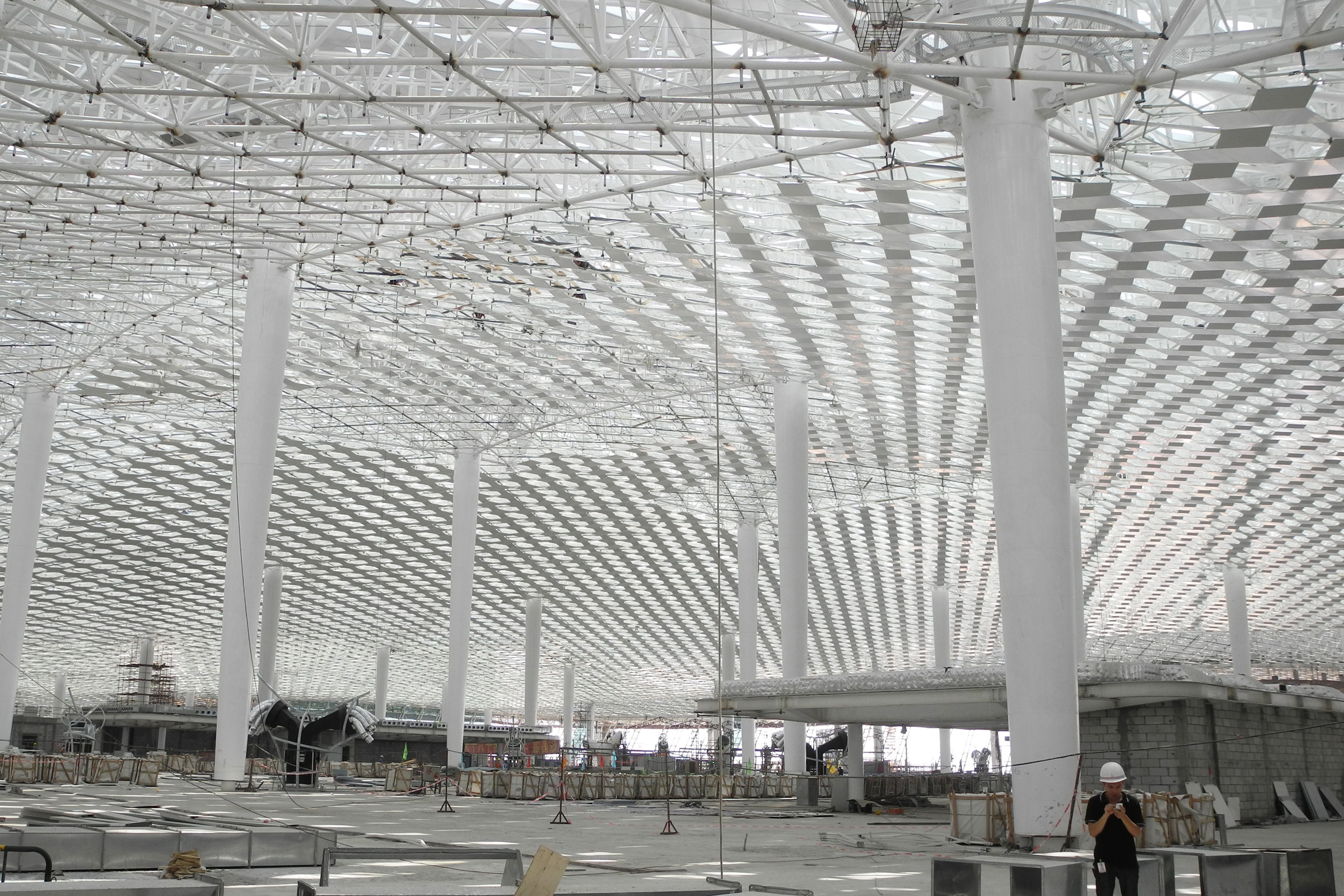
Fassade des neuen Terminals des Shenzhen International Airport, Baustelle September 2012
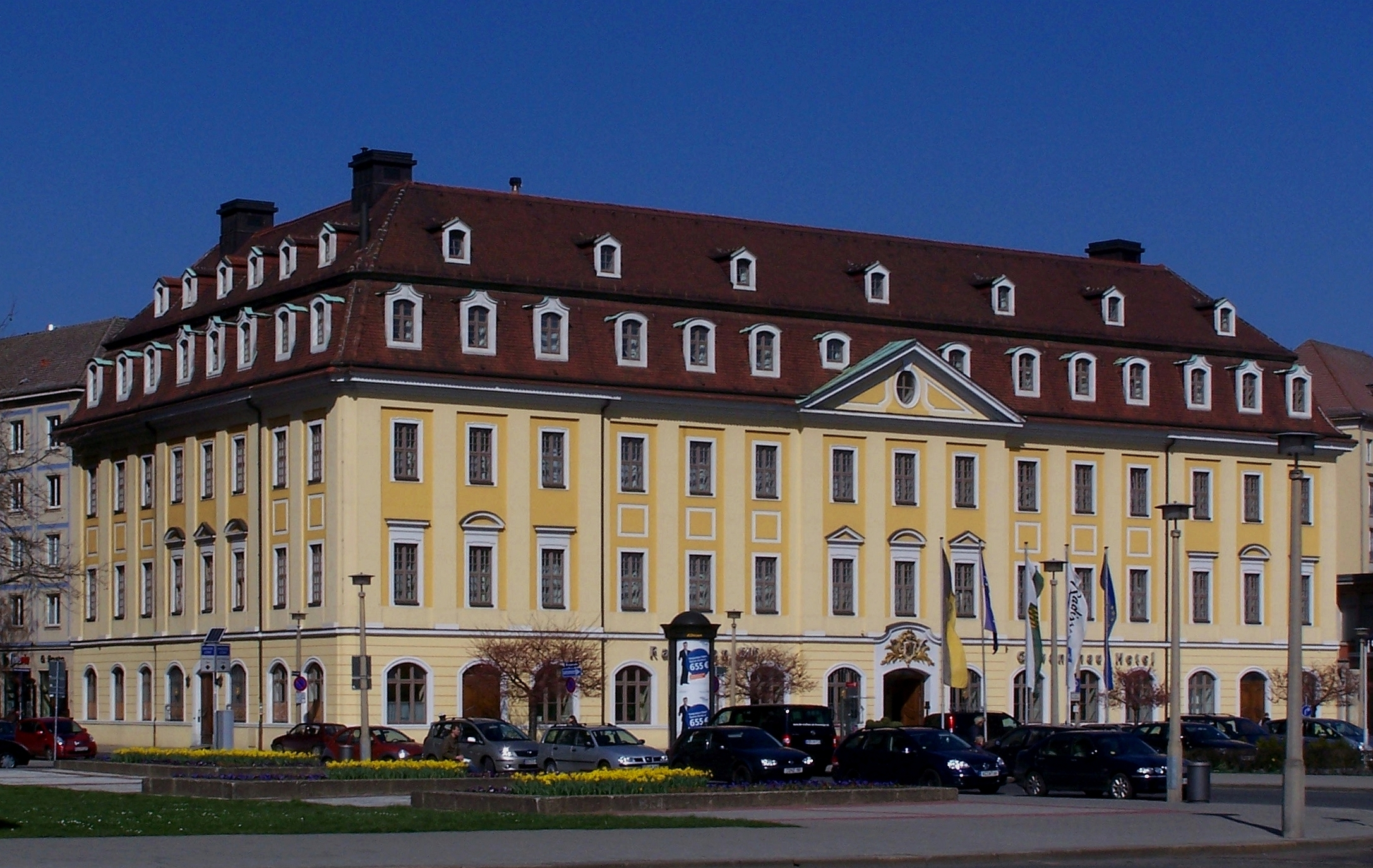
Gewandhaus in Dresden
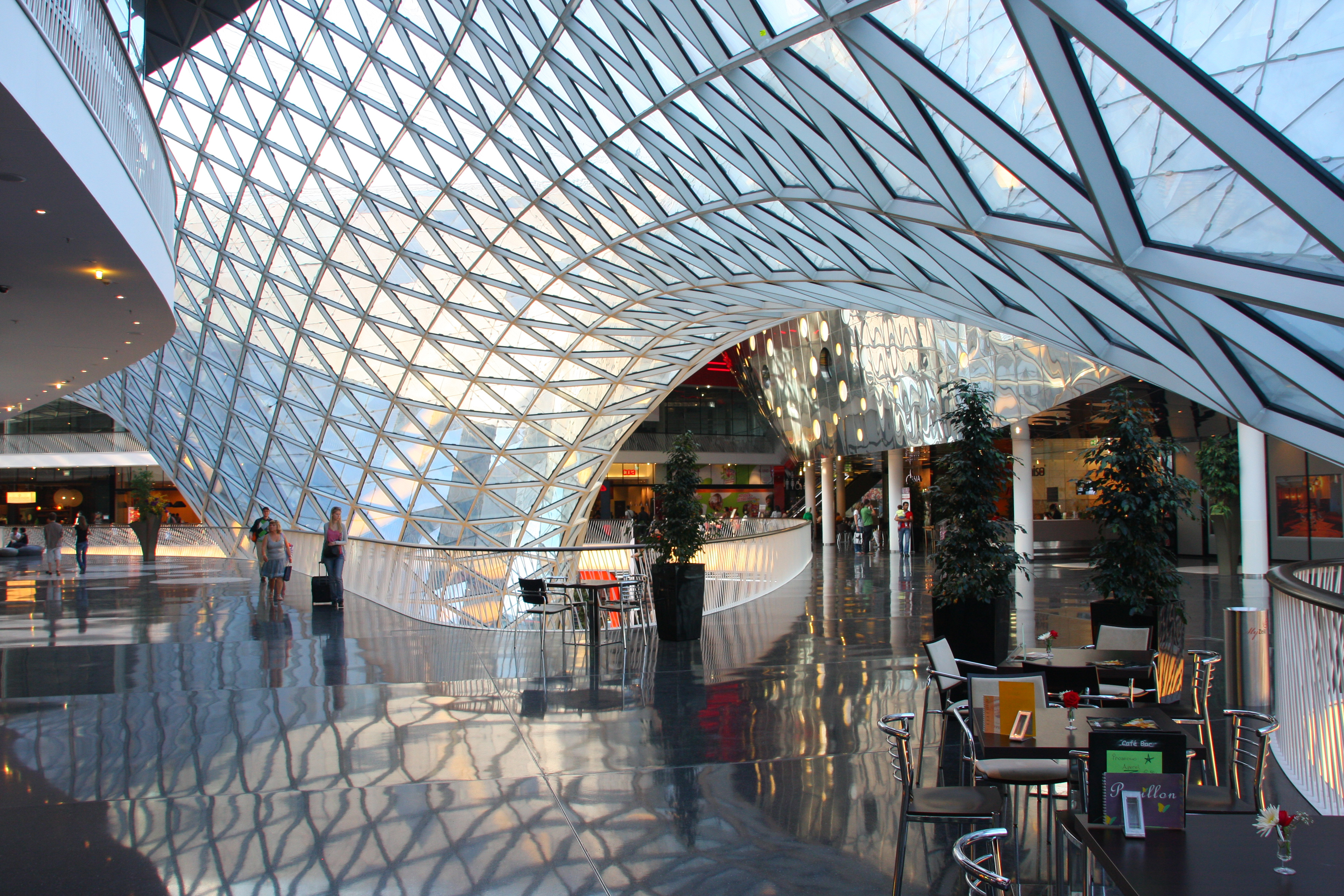
Dach und Fassade vom MyZeil, Frankfurt
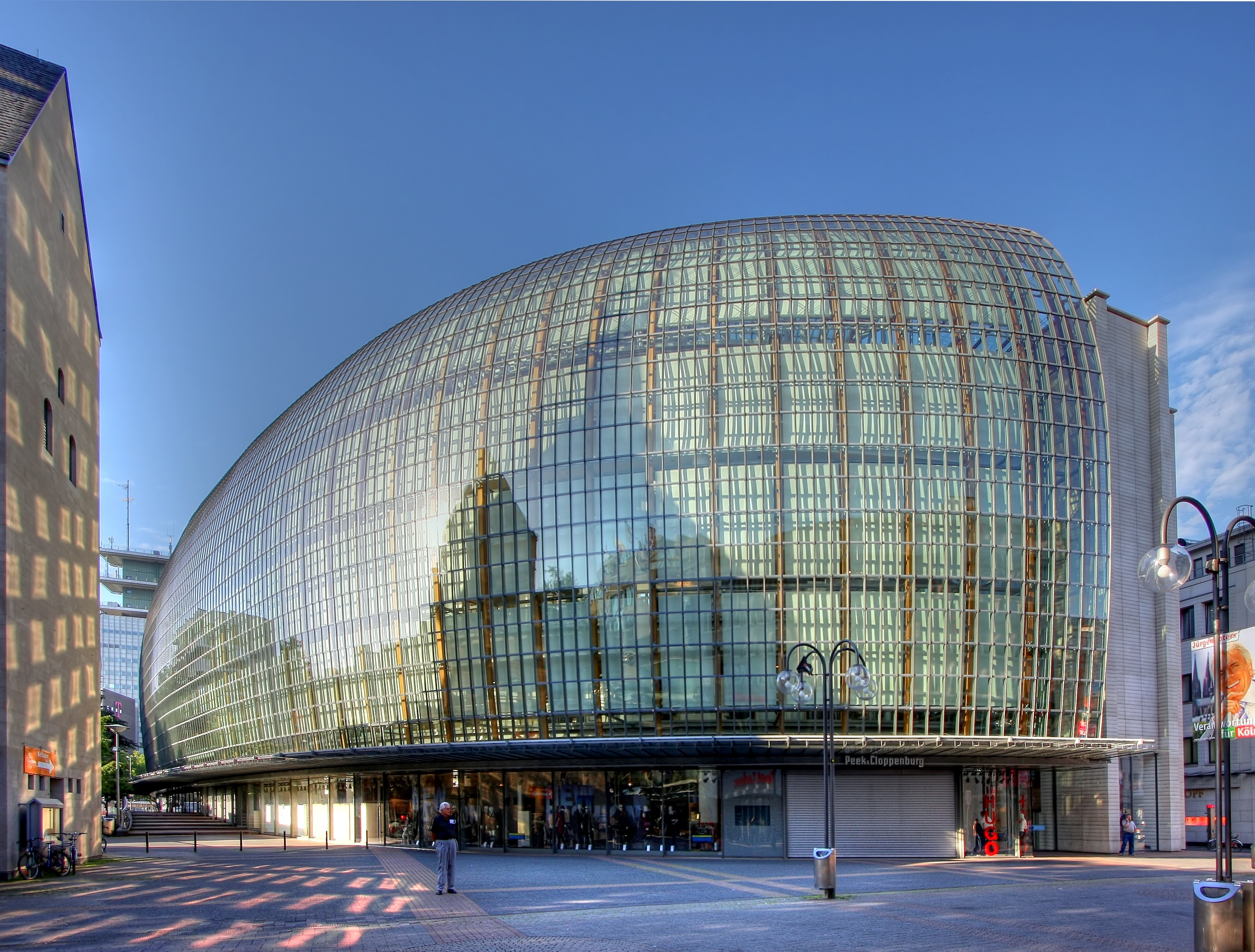
Fassade des Weltstadthauses Köln
Dach des Westfield London

## Werke (Auswahl)
- 2021 – New Toronto Court House
- 2021 – Elefantenhaus Wilhelma Stuttgart
- 2021 – Zentraler Omnibusbahnhof Ludwigsburg
- 2021 – Green Building Supermarkt Wiesbaden-Erbenheim
- 2020 – Sächsische Aufbaubank Leipzig
- 2019 – Museum of Fine Arts Houston
- 2018 – Glassell School of Art, Houston
- 2018 – Institute for Advanced Study, Princeton
- 2018 – Franklin & Marshall Visual Arts Center, Lancester
- 2018 – VOLT, Berlin
- 2018 – Adidas meet & eat, Herzogenaurach
- 2018 – Academy Museum of Motion Pictures, Los Angeles[8]
- 2018 – Sächsische Aufbaubank, Leipzig
- 2016 – Dorotheenquartier Stuttgart
- 2016 – Wilhelmspalais Stuttgart
- 2016 – Nachhallgalerie, Staatsoper Berlin[9]
- 2016 – Kongresszentrum, Kigali
- 2016 – Voltairestraße Berlin
- 2015 – Hotel am Bostalsee, Nohfelden
- 2015 – Uhlmann WP2013, Laupheim
- 2015 – Children’s Museum Monterrey, Mexiko
- 2015 – Collier Memorial, Cambridge
- 2014 – Bildungszentrum Hospitalhof, Stuttgart
- 2014 – Astana Library Kasachstan
- 2013 – Shenzhen International Airport, Shenzhen
- 2013 – Casa Shopping Carioca Wave, Rio de Janeiro
- 2013 – Pérez Miami Art Museum, Miami
- 2012 – Pavillon Museum of Modern Art New York City
- 2012 – Pavillon Expo 2012, Yeosu
- 2010 – Fassaden Flughafen Dubai Concourse 2 + 3, Dubai
- 2010 – Jübergturm, Hemer
- 2010 – Expo Achse, Shanghai
- 2010 – Norwegischer Pavillon, Expo Shanghai
- 2010 – Jugendhaus Stuttgart-Bad Cannstatt
- 2009 – Freiform Netzschale für das Einkaufszentrum Westfield London
- 2009 – United Nations Conference Center, Bonn
- 2009 – Centre des Sports et des Loisirs, Luxemburg-Belair
- 2008 – MyZeil, Frankfurt am Main
- 2008 – GFK Brücke, Friedberg
- 2007 – Wohn- und Geschäftshaus, Markthäuser Mainz
- 2005 – Flagshipstore Peek & Cloppenburg, Köln
- 2005 – Center for Cellular and Biomolecular Research der University of Toronto

## Wettbewerbe (Auswahl)
- 2019 – Stadthaus Bergisch Gladbach – 1. Preis
- 2019 – Verwaltungsgebäude Lagerhausstraße Aachen – 2. Preis
- 2018 – Betriebssitz Stadtwerke und Volkshochschule Soest – 1. Preis
- 2018 – Seilbahn / Cable Car Göteborg – Gewinner
- 2018 – Kärcher Museum Winnenden – 1. Preis
- 2017 – Hochhaus am Europaplatz Berlin – 1. Preis
- 2017 – Konzerthaus München – 1. Preis
- 2017 – Sporthalle Alter Postweg Vaihingen a.d. Enz – 1. Preis
- 2017 – Typensporthallen Berlin – 1. Preis
- 2016 – Quartierentwicklung Berg am Laim – 1. Preis
- 2016 – Casino Köln – 1. Preis
- 2016 – Besucherzentrum Bundestag Berlin – 1. Preis
- 2016 – ZOB Bahnhofsareal Ludwigsburg – 1. Rang
- 2016 – Campus Neue Weststadt Esslingen – 2. Preis
- 2016 – Sports-Dome Hamburg – 1. Preis
- 2015 – Palais Europacity Berlin – 1. Preis
- 2015 – TU Campus 2020 – 1. Preis
- 2015 – HVG Heilbronn – 1. Rang
- 2015 – Guggenheim Museum – Finalist
- 2014 – adidas HalfTime – 1. Preis
- 2014 – Quartier T5 Mannheim – 1. Preis
- 2014 – AEB Headquarters Stuttgart – 1. Preis
- 2014 – VOLT Berlin – 1. Preis
- 2013 – Sächsische AufbauBank – 1. Preis
- 2013 – Fußgängerbrücke Hafencity – 1. Preis
- 2013 – Erweiterung Landtag Stuttgart – 1. Preis
- 2013 – Centre Sportif Belval, Luxemburg – 2. Preis
- 2013 – Uhlmann heartbeat, Laupheim – 1. Preis
- 2012 – Berufsschulzentrum Wetzlar – 1. Preis
- 2012 – Henninger Turm Frankfurt – 1. Preis
- 2012 – TTC Tower Taichung – 2. Preis
- 2012 – ZSW Forschungsgebäude Stuttgart mit Henning Larsen Architects – 1. Preis
- 2011 – Parkhaus Bad Soden mit Birk und Heilmeyer Architekten – 1. Preis
- 2011 – Quartier M, Düsseldorf mit Jürgen Mayer H Architekten – 1. Preis nach Überarbeitung
- 2011 – Parkhaus kleine Mandel Flughafen Hamburg mit Wulf Architekten – 2. Preis
- 2011 – Messehalle Berlin mit Wulf Architekten – 2. Preis
- 2011 – Fußgängerbrücke, Landsberg am Lech – 1. Preis
- 2010 – Kaohsiung Marine Gateway, Taiwan mit Asymptote Architecture, NY – 2. Preis
- 2010 – IBA Hallenkomplex, Hamburg mit Allmann Sattler Wappner Architekten – 1. Preis
- 2010 – Messehallen und Bahnhof in Kirchberg, Luxemburg mit Pohl Architekten Stadtplaner und Steinmetz de Meyer architectes urbanistes: 1. Preis
- 2010 – Zentraler Omnibusbahnhof Kiel – mit Giorgio Gulotta Architekten: 2. Preis
- 2010 – Fußgängerbrücke Wien mit Knight Architects: 1. Preis
- 2010 – Karlsplatz Stuttgart mit Behnisch Architekten: 1. Preis
- 2010 – Wilhelmspalais in Stuttgart mit Lederer+Ragnarsdóttir+Oei: 1. Preis
- 2009 – Peripheriebahnhof Cessange, Luxemburg mit Pohl Architekten und Steinmetzdemeyer: 2. Preis
- 2009 – Fußgängerbrücken Opladen mit Knight Architects: 1. Preis
- 2008 – Firmensitz Wala Stiftung mit H4A Gessert Randecker Architekten: 1. Preis
- 2008 – Shenzhen International Airport mit Massimiliano Fuksas
- 2007 – Neubau Gewandhaus Dresden mit Cheret Bozic: 1. Preis
- 2007 – Fußgängerbrücke Heidelberg mit Cheret Bozic: 3. Preis
- 2004 – Flughafen Frankfurt Main Terminal 3 mit Foster and Partners: 2. Preis

## Ausstellungen
- 2010 Expo Achse, Expo Shanghai[10]
- 2010 Norwegischer Pavillon, Expo Shanghai, mit Architekten Helen & Hard[11]
- 2012 Themenpavillon „One Ocean“, Expo 2012, Yeosu, mit Architekturbüro soma (Wien) und Universität Stuttgart.[12]
- 2020 Werkausstellung Stuttgart[13]

## Veröffentlichungen Jan Knippers (Auswahl)
- mit Achim Menges: Architektur Forschung Bauen, ICD/ITKE 2010-2020, Birkhäuser, 2021. ISBN 978-3-0356-2036-8 (de / en)
- mit Pascal Mindermann, Bas Rongen, Drilon Gubetini, Götz T. Gresser: Material monitoring of a composite dome pavilion made by robotic coreless filament winding, Universitätsbibliothek der Universität Stuttgart, 2021.(en)
- mit Cordula Kropp, Achim Menges, Oliver Sawodny, Daniel Weiskopf: Integratives computerbasiertes Planen und Bauen: Architektur digital neu denken, Bautechnik : Zeitschrift für den gesamten Ingenieurbau / Civil engineering design, Ernst & Sohn, 22. Juni 2021. (de / en)
- mit Jian-Min Li: Form-finding of grid shells with continuous elastic rods, Universitätsbibliothek der Universität Stuttgart, 2014. (en)
- mit Frédéric Waimer, Riccardo La Magna: Integrative numerical techniques for fibre reinforced polymers - forming process and analysis of differentiated anisotropy, Universitätsbibliothek der Universität Stuttgart, 2014. (en)
- Institut für Tragkonstruktionen und Konstruktives Entwerfen (ITKE), Jan Knippers (Hrsg.): Transparente und transluzente Leichtbauplatten aus nachwachsenden Rohstoffen als Raumgliederungselemente mit Akustikfunktion, Deutsche Bundesstiftung Umwelt, Osnabrück, 2012. (de)
- mit Julian Lienhard, Jan Cremers, Markus Gabler: Atlas Kunststoff + Membranen: Werkstoffe und Halbzeuge, Formfindung und Konstruktion, DETAIL, München, 2010. ISBN 978-3-95553-003-7 (de / en)
- Eine gemischt-hybride FE-Methode für viskoplastische Flächentragwerke unter dynamischen Einwirkungen, Diss., Technische Universität Berlin, 1992. ISBN 978-3-7983-1548-8 (de)

## Veröffentlichungen Thorsten Helbig (Auswahl)
- Shenzhen International Airport Terminal 3. Ein Luftfahrtterminal für das junge China in: Ingenieurbaukust 2015, Ernst & Sohn, 12.2014, S. 60 ff.
- mit Boris Peter: Technologiezentrum in Chicago in: structure DETAIL, 01.2018, S. 20 ff. ISSN 2568-2253
- mit Boris Peter, Matthias Oppe, Pascal Damon: Spiral steel dome - Kigali, Ruanda. Kigali Convention Complex, Ruanda in: Steel Construction Design and Research, Ernst & Sohn, Volume 11, Mai 2018, S. 161 ff. ISSN 1867-0520
- mit Matthias Oppe: Alnatura Campus. Fassade aus Stampflehm für Bürogebäude. Schlicht, einfach und ressourcenschonend in: Deutsches Ingenieurblatt, Schiele & Schön Verlag, Mai 2019, S. 16 ff.
- mit Thomas Müller, Matthias Oppe: Neuer Brückenschlag in der HafenCity. Querung für Fußgänger und Radfahrer mit integrierter Medienführung über den Baakenhafen in: Stahlbau,  88. Jahrgang, Ernst&Sohn, September 2019, S. 900 ff.
- mit Peter Cheret: Stuttgarter Holzbrücke, Informationsdienst Holz Spezial 02.20, Informationsdienst Holz, 2020. ISSN 0466-2114 Digitalisat
- mit Boris Peter, Florian Scheible, Matthias Oppe: Kaltkeramik – Staatsoper Unter den Linden in: Ingenieurbaukunst – Engineering Made in Germany, Ernst & Sohn, 2020, S. 128–135. ISBN 978-3-433-03326-5
- Brücken: Potenziale und Perspektiven in: DETAIL Brücken, Dezember 2020. ISBN 978-3-95553-442-4
- mit Florian Meier: Smart Vierendeel: TRUMPF showroom, Chicago in: Corentin Fivet, Pierluigi D’Acunto, Miguel Fernández Ruiz, Patrick Ole Ohlbrock: Conceptual Design of Structures, Symposium on the Conceptual Design of Structures, Tagungsband, S. 147–152. ISBN 978-2-940643-12-7 (en)
- mit Florian Meier: Layers of transparency and functionality: Academy Museum of Motion Pictures, L.A. in: Corentin Fivet, Pierluigi D’Acunto, Miguel Fernández Ruiz, Patrick Ole Ohlbrock: Conceptual Design of Structures, Symposium on the Conceptual Design of Structures, Tagungsband, S. 177–184. ISBN 978-2-940643-12-7 (en)